# Газизов, Мустафа Шакирович
Мустафа Шакирович Газизов (05 октября 1923, с. Старомусино, ныне Кармаскалинский район — 27 октября 2005, Уфа) — первый из уроженцев Башкирии полный кавалер ордена Славы.

## Биография
После окончания Старомусинской семилетней школы работал в колхозе.
С марта 1942 года в Красной Армии. Воевал на Западном, Калининском, Воронежском и 1-м Украинском фронтах (69-й гвардейский танковый полк, 21-я гвардейская механизированная бригада, 8-й гвардейский механизированный корпус, 1-я гвардейская танковая армия). Полный кавалер ордена Славы.
1950 год —  курсы младших лейтенантов при Саратовском бронетанковом училище.
С 1959 года в отставке. Жил и работал в Уфе. Похоронен в Уфе на Южном кладбище.

## Звания и награды
- Орден Славы III степени,  10 февраля 1944 года
- Орден Славы II степени, 8 мая 1944 года
- Орден Славы I степени, 23 сентября 1944 года
- Орден Отечественной войны I степени [1]
- Орден Красной Звезды [1]